# Москвич-А9
Москвич-А9 — экспериментальный микроавтобус Московского завода малолитражных автомобилей. Выпущен в единственном экземпляре в 1957 году. Основой послужил выпускавшийся в то время «Москвич-402». Также при постройке использовались узлы автомобилей «Москвич-410» (задний мост) и ГАЗ-21 (колёса 6,70—15").
В 1958 году на Рижской автобусной фабрике был разработан микроавтобус РАФ-08 «Спридитис», практически полностью похожий на «Москвич-А9». РАФ-08 также не вышел в широкое производство, уступив производственные площади РАФ-977.

## История
Предпосылкой для постройки модели А9 послужила растущая волна популярности микроавтобусов в Европе и США. Создателями отечественного автомобиля стали конструкторы И. А. Гладилин и В. И. Евлампов. Машина имела стальной несущий корпус, четыре двери (задняя — двухстворчатая), лобовое стекло из двух половин, вмещала до девяти пассажиров и могла перевозить до 350 кг груза. А9 был оснащён модифицированным верхнеклапанным двигателем модели «407», расположенным спереди, независимой подвеской и опытной 4-ступенчатой коробкой передач, аналогичной КПП гоночного «Москвича-Г1-405». Кроме того существовал проект основанного на модели А9 фургона «Москвич-ФВТ» грузоподъёмностью 500 кг.
«Москвич-А9» удачно прошёл испытания, однако, как и большая часть моделей экспериментального цеха завода, в серийное производство не вышел: производственные фонды в то время распределялись централизованно, исходя из запросов народного хозяйства, а народно-хозяйственная функция такого микроавтобуса была не вполне ясна: он не мог ни работать в маршрутном такси, как выпускавшийся на «РАФе» микроавтобус более высокого класса, ни использоваться в качестве сельского транспорта, как готовившаяся к производству в Ульяновске «буханка». Себестоимость же автомобиля, выполненного на легковых агрегатах и по «легковым» технологиям, была достаточно высока, при низкой долговечности. В итоге, «Москвич-ФВТ» так и остался на бумаге.
Опытный экземпляр впоследствии был продан на Московский завод автомобильных кузовов, где использовался как служебный транспорт до 1960—70-х годов. Дальнейшая судьба А9 неизвестна.